# 襟裳分屯基地

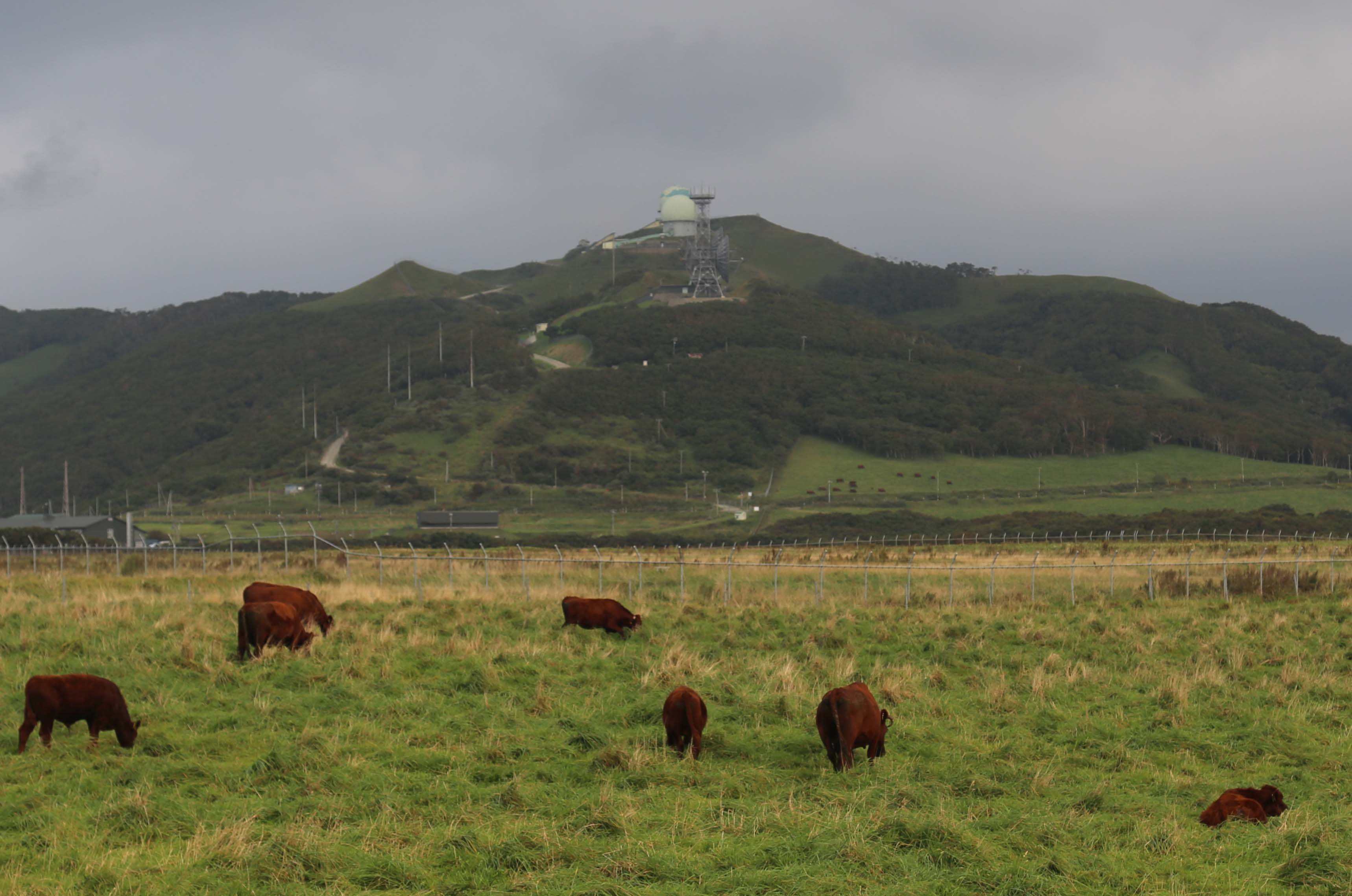
遠眺襟裳分屯基地

襟裳分屯基地（日語：えりもぶんとんきち）是日本航空自衛隊三泽基地的分屯基地，位于北海道幌泉郡襟裳町字襟裳岬407，部署有第36警戒隊。
分屯基地司令同时兼任第36警戒隊長。

## 部署部隊
北部航空方面部隊属下，包含北部航空警戒管制团及第36警戒隊。2023年3月北部高射群編成。

## 腳註

### 外部資料
- 襟裳分屯基地 （页面存档备份，存于）

41°57′48″N 143°13′22″E / 41.96333°N 143.22278°E